# 桂湖 (桂林)
桂湖（桂林）原名漂帛塘、西清宝贤壕，俗称“壕塘”，位于广西桂林秀峰区，水面面积16.6公顷，是桂林“两江四湖”工程的重要组成部分。
目前，桂湖是桂林最大的湖泊，所以以“桂”为名。

## 印象
桂湖上架了4座公共桥梁：西清桥、宝贤桥、观漪桥、丽泽桥。
桂湖边上还建起了棕榈园、木兰园、榕树园、银杏园、雪松园、游泳区、新西兰友谊园、水杉林、韩国友谊园、日本友谊园。

## 历史
- 桂湖原是宋代桂林城的一段护城河，崇宁末年（1106年），王祖道在老人山与隐山西湖之间开凿了一条朝宗渠，连接虞山，经回龙山、老人山到隐山的水上通道，与桂湖相连。
- 后来由于西湖淤塞，朝宗渠也逐渐壅滞，唯有桂湖一直保存至今。
- 八十年代以后，又重新从虞山引水注入桂湖，并在沿岸栽种花木。
- 1999年，“两江四湖”工程建设中对桂湖进行了全面整治。